# Empire Burlesque
Empire Burlesque es el vigésimo tercer álbum de estudio del músico estadounidense Bob Dylan, publicado por la compañía discográfica Columbia Records en 1985. El álbum, producido por el propio Dylan y grabado entre Nueva York y Los Ángeles a lo largo de dos años, contó con la participación de una larga lista de músicos entre los que figuran Ron Wood, Jim Keltner, Al Kooper, Mick Taylor, Benmont Tench y los miembros de Sly and Robbie. 
A pesar del distanciamiento musical con respecto a trabajos anteriores, debido a una producción característica de la década de 1980, Empire Burlesque fue recibido por la crítica musical con reseñas positivas en las que destacaron canciones como «Tight Connection to My Heart» y «Dark Eyes». A nivel comercial, el álbum alcanzó el puesto once en la lista de discos más vendidos del Reino Unido y el 33 en la lista estadounidense Billboard 200, y fue certificado como disco de oro en Canadá.

## Grabación
Antes de embarcarse en una gira que le llevó por Europa en 1984, Dylan pasó cierto tiempo grabando demos de nuevas composiciones en su hogar de Malibú, acompañado en ocasiones por otros músicos. En los preparativos de la gira, ensayó al menos tres de las nuevas canciones, encontrando tiempo entre recital y recital para pulir las canciones y mejorarlas.
Tras finalizar la gira, regresó a Nueva York y comenzó a trabajar en su nuevo álbum de estudio. Tal y como relató Clinton Heylin, Dylan grabó las canciones en sesiones esporádicas, en contraposición a anteriores trabajos en los que grababa durante un periodo prefijado. El resultado fue un «gasto desmesurado de tiempo» para grabar el álbum, desde julio de 1984 hasta marzo de 1985. Para acomodarse al nuevo proceso de grabación, Dylan decidió producir las sesiones por sí solo, sin la ayuda de un productor profesional. Arthur Baker, que trabajó anteriormente con New Order y Afrika Bambaataa, fue posteriormente contratado para las sesiones, si bien la mayor parte de la producción fue realizada por Dylan.
Una de las primeras decisiones fue renunciar a un conjunto estable de músicos. En su lugar, Dylan grabó con una ecléctica mezcla de profesionales de estudio. Una sesión finalmente descartada tuvo lugar junto a la banda de Al Green en los Intergalactic Studios el 24 de julio de 1984. Dos días después, el 26 de julio, tuvo lugar una nueva sesión con Ron Wood, miembro del grupo de The Rolling Stones; Anton Fig, batería de David Letterman, y John Paris, en los Delta Sound Studios.
Las sesiones en los Delta Studios dieron origen dos temas: «Driftin' Too Far From Shore» y «Clean Cut Kid». Aun así, las grabaciones fueron dejadas de lado y no fueron finalizadas hasta 1986, cuando Dylan grabó su siguiente álbum, Knocked Out Loaded. El segundo tema había sido grabado con anterioridad para el álbum Infidels de 1983, aunque también fue descartado. Ron Wood describió con posterioridad su sorpresa ante la falta de autoridad de Dylan durante la mezcla de las grabaciones. Según Wood: «El técnico de sonido decía: «Hey, Bob, no necesitamos esto», y él solía decir: «Vale, vale». Y hacían la mezcla, y él se daba media vuelta y les dejaba hacerlo a su manera. Y yo le decía: «No puedes dejar a esos tíos. ¡Mira! Han desplazado los coros», o «¿qué hay de la batería?». Pero debía haber algo en su cabeza que no le permitía interferir en el proceso. Y aunque hubiéramos entrado en la sala de control con determinación, podría estar durmiendo».
Durante una sesión llevada a cabo entre julio y septiembre de 1984 en los Power Station, Dylan grabó el demo de una canción titulada «Go 'Way Little Boy», que cedió posteriormente a Lone Justice. Más adelante, Dylan participó en la grabación del tema junto a Justice, que fue publicado como cara B del sencillo «Sweet Sweet Baby (I'm Falling)».
Tras seis meses de trabajo, Dylan sólo tenía unas pocas grabaciones aceptables, de las cuales dos aparecieron finalmente en Empire Burlesque. Tal y como recordó Dylan en una ocasión: «A veces no sale nada, y otras veces saco numeroso material que suelo guardar. Tan sólo escribo las canciones que siento poder escribir. Luego las escucho y decido si me gustan. Y si no me gustan las vuelvo a grabar o les cambio algo». En noviembre, Dylan volvió a Los Ángeles para dar comienzo a nuevas sesiones.
Una temprana sesión en Ocean Way Studios dio origen a parte del material utilizado en Empire Burlesque. Durante dichas sesiones, Dylan grabó numerosas versiones de temas clásicos, entre los que figuraban «In The Summertime» de Ray Dorset, «Freedom For The Stallion» de Allen Toussaint, y «Help Me Make It Through The Night» de Kris Kristofferson. El trabajo se volvió más productivo aun cuando Dylan se trasladó a los Cherokee Studios de Hollywood. Tras reclutar al batería de Lone Justice, Don Heffington, las sesiones empezaron en diciembre, grabando durante el curso de las mismas un tema coescrito con Sam Shepard titulado «New Danville Girl». A pesar de las numerosas tomas de la canción, el tema fue finalmente excluido de Empire Burlesque. Sin embargo, Dylan tuvo mejor éxito en la grabación de «Something's Burning, Baby» el 14 de diciembre junto a artistas de la talla de Benmont Tench, Mike Campbell y Howie Epstein.
Durante el resto del invierno, Dylan grabó la mayor parte de las canciones de Empire Burlesque. El 28 de enero, una nueva sesión en Cherokee Studios dio origen a la toma maestra de «Seeing The Real You At Last». Tras su grabación, tuvo lugar una corta sesión en los A&M Studios el 29 de enero para grabar la canción «We Are the World». El 5 de febrero, Dylan grabó las tomas finales de otros dos temas: «Trust Yourself» y «I'll Remember You». Nueve días después, grabó temas románticos como «Straight A's In Love», de Johnny Cash, y «Emotionally Yours». A excepción de «We Are the World», el resto de los temas fueron registrados con la ayuda de los músicos anteriores y personal de los Cherokee Studios.
Entre el 14 y el 19 de febrero, Dylan volvió a Nueva York y retomó su trabajo en Power Station. El día 19 organizó una sesión con Roy Bittan al piano y Steve Van Zandt en la guitarra, ambos miembros de The E Street Band. El grupo grabó una toma de «When the Night Comes Falling From the Sky», pero Bittan y Van Zandt no regresaron al resto de las sesiones. Al día siguiente, Sly Dunbar y Robbie Shakespeare, conocidos como Sly and Robbie, se unieron a las sesiones para grabar «Never Gonna Be the Same Again» con las vocalistas Queen Esther Marrow, Debra Byrd y Carolyn Dennis. 
El 23 de febrero, Dylan volvió a Power Station con Syl y Robbie y varios músicos de sesión, entre ellos Al Kooper, para grabar una versión de «When The Night Comes Falling From The Sky», que fue finalmente escogida para el álbum en detrimento de la versión anterior. Además, Dylan retomó el trabajo de «Someone's Got A Hold Of My Heart», un descarte de Infidels que retituló como «Tight Connection to My Heart». La última canción que se grabó, «Dark Eyes», tuvo lugar el 3 de mayo y fue compuesta varios días antes.
Tras finalizar la grabación de Empire Burlesque, Arthur Baker comenzó a mezclar las canciones. Según reconoció Dylan: «No tengo buena experiencia en dar a las grabaciones un buen sonido. No sé cómo hacerlo. Con Arthur Baker... tan sólo tuve que ir allí y grabar algo de material por aquí y por allá, y cuando fue el tiempo de juntarlo todo, se lo di todo a él y lo hizo sonar como un disco».

## Canciones descartadas
Al igual que la mayoría de álbumes de Dylan, tomas alternativas y mezclas descartadas de las canciones de Empire Burlesque circularon de forma ilegal a través de bootlegs. Aun así, Empire Burlesque se caracteriza por la gran cantidad de canciones grabadas durante las sesiones que finalmente no fueron incluidas ni en el álbum ni en ningún disco oficial. Entre las canciones, figuran:
| - "As Time Passes By" - "Driftin' Too Far From Shore" - "Firebird" - "Freedom for the Stallion" - "Go Away Little Boy" - "Gravity Song" - "The Girl I Left Behind" (tradicional) - "Help Me Make It Through The Night" (Kris Kristofferson) - "Honey Wait" - "I See Fire In Your Eyes" - "In the Summertime" - "Look Yonder" - "Mountain Of Love" (Harold Kenneth Dorman) | - "New Danville Girl" - "Queen of Rock and Roll" - "Prince of Plunder" - "Rising Sun" (Steven Hufsteter/Tito Larriva/Tony Marsico/Chalo Quintana) - "Straight A's in Love" - "Too Hot To Drive By" - "The Very Thought Of You" - "Waiting to Get Beat" - "We Had It All" (Donny Frittis/Troy Seals) - "When the Line Forms" - "Who Loves You More" - "Wolf" |

Uno de los principales descartes de Empire Burlesque fue «New Danville Girl», una canción coescrita por Sam Shepard. «Tenía que ser con un tío ahí de pie y esperando a ver una vieja película de Gregory Peck [titulada "The Gunfighter"] de la cual sólo podía recordar unos fragmentos», dijo Shepard. «Luego recobra la memoria, desplegándose desde detrás de sus ojos. Comienza con un monólogo interno a una mujer, recordando la jornada pasada. Pasamos dos días escribiendo la letra, mientras Bob había escrito previamente la melodía, que ya había sido grabada». El guitarrista Ira Ingber recordó sobre la canción: «Cuando la grabamos por primera vez, lo hicimos en un casete. [Bob] lo sacó y comenzó a tocar. Volvió al día siguiente y dijo: "Sí, a mucha gente le gusta esto." Y luego no hizo nada con ello». «New Danville Girl» fue reescrita y regrabada dos años después como «Brownsville Girl» para el álbum Knocked Out Loaded.
Otro descarte, «Driftin' Too Far From Shore», quedó sin finalizar tras su grabación en julio de 1984 en los Delta Studios. La grabación fue posteriormente incluida en Knocked Out Loaded tras varias sobregrabaciones. De forma adicional a la grabación de «Go 'Way Little Boy» durante las sesiones de Empire Burlesque, Dylan grabó un gran número de temas que finalmente fueron descartados de la última mezcla. Entre ellas, figuraban versiones de «Straight A's in Love» con una letra nueva, «Waiting to Get Beat» y «Who Loves You More».
También existen numerosos demos grabados en la casa de Dylan en Malibú antes de que diera comienzo la gira europea de 1984, algunas de ellas inéditas y otras en circulación a través de bootlegs. Una de las composiciones, «Angel or Rain (Almost Done)», despertó un profundo interés en el teclista Ian McLagen. «Había una canción muy bonita que ocasionalmente tocaba pero que nunca grabó y nunca ensayó con nosotros», recuerda McLagen. «Era un pequeño y complicado número del que nunca conocimos el título, que solía interpretar dejándonos a nosotros atrás».
En 1991, una temprana versión de «When The Night Comes Falling From The Sky», con Roy Bittan en el piano y Steve Van Zandt en la guitarra, ambos de la E Street Band, fue publicada en The Bootleg Series Volumes 1-3 (Rare & Unreleased) 1961-1991. Según Heylin, «la versión de Van Zandt de «When The Night Comes Falling From The Sky» es una visión apocalíptica aderezada con algo de drama, cantada sin control, y podría haber provisto a Dylan de otro tema épico para contrarrestar el hueco dejado por «New Danville Girl»».

## Recepción
Tras su publicación, Empire Burlesque recibió reseñas positivas, si bien algunos miembros de la prensa acusaron a Dylan de intentar conseguir un sonido contemporáneo en detrimento de trabajos anteriores. Dylan replicó con sorna que él no conocía nada acerca de nueva música y añadió: «Sigo escuchando a Charley Patton». En su columna de The Village Voice, Robert Christgau escribió:«Tiene suficiente talento para salir con un buen puñado de canciones. Por lo tanto, es el mejor álbum desde Blood on the Tracks».
Como promoción de Empire Burlesque, se rodaron videoclips de «Tight Connection To My Heart», «When The Night Comes Falling From The Sky» y «Emotionally Yours», emitidos en la MTV. De los tres, Paul Schrader, conocido por su trabajo con el director Martin Scorsese, dirigió el vídeo de «Tight Connection To My Heart». 
En términos promocionales, Empire Burlesque fue eclipsado por otros proyectos de Dylan desarrollados durante el mismo año, al sumarse a varias causas benéficas. La primera de ellas fue el sencillo «We Are the World», organizado con el fin de recaudar fondos para Etiopía y que se convirtió en una de los sencillos más vendidos del año. A pesar de su aportación a la canción, Dylan expresó sus dudas en torno al mérito que podría tener una acción de tal envergadura. «La gente comprando una canción y el dinero yendo a salvar la gente de África... es una idea global pero no estoy convencido del mensaje de la canción». Dylan comentó más tarde en relación con el mismo tema: «Si quieres que te diga la verdad, no creo ni que las personas se puedan salvar a sí mismas». En verano de 1985, Dylan se sumó también a Artists United Against Apartheid en la grabación de «Sun City», una canción protesta contra la política de apartheid en Sudáfrica y publicada en octubre con críticas favorables.
En abril, Dylan participó con Sly and Robbie en una sesión de grabación tocando la armónica en «No Name On The Bullet». La canción fue publicada en Language Barrier, un álbum publicado por Island Records en agosto del mismo año. Tres meses después, participó en el concierto benéfico Live Aid, destinado a recaudar fondos para Etiopía. Llevado a cabo en Filadelfia, Dylan estuvo acompañado de Ron Wood y Keith Richards, miembros de The Rolling Stones. En el concierto, Dylan interpretaría tres canciones, según Heylin, «dos de ellas extrañas elecciones».
Poco después, acudió al Farm Aid, emitido en televisión el 22 de septiembre de 1985. Para el evento, Dylan se hizo acompañar de Tom Petty and the Heartbreakers. De las seis canciones ensayadas para el concierto, solo fueron retransmitidas cuatro, entre las cuales figuraron «Clean Cut Kid», «I'll Remember You» y «Trust Youself».

## Lista de canciones
Todas las canciones escritas y compuestas por Bob Dylan. 
| Cara A |                                                            |          |  |
| N.º    | Título                                                     | Duración |  |
| 1.     | «Tight Connection to My Heart (Has Anybody Seen My Love?)» | 5:19     |  |
| 2.     | «Seeing the Real You at Last»                              | 4:18     |  |
| 3.     | «I'll Remember You»                                        | 4:12     |  |
| 4.     | «Clean Cut Kid»                                            | 4:14     |  |
| 5.     | «Never Gonna Be the Same Again»                            | 3:06     |  |

| N.º | Título                                      | Duración |  |
| 6.  | «Trust Yourself»                            | 3:26     |  |
| 7.  | «Emotionally Yours»                         | 4:36     |  |
| 8.  | «When the Night Comes Falling from the Sky» | 7:18     |  |
| 9.  | «Something's Burning, Baby»                 | 4:51     |  |
| 10. | «Dark Eyes»                                 | 5:04     |  |

## Personal
| Músicos - Bob Dylan: voz, guitarra (2, 4, 6, 8 y 10), teclados (1 y 5), piano (3 y 7), armónica (10) - Peggie Blu: coros (1, 4 y 5) - Debra Byrd: coros (5 y 6) - Mike Campbell: guitarra (2, 3, 6 y 7) - Chops: trompa (2) - Alan Clark: sintetizador (5) - Carolyn Dennis: coros (1, 4, 5 y 6) - Sly Dunbar: batería (1, 5 y 8) - Howie Epstein: bajo (3 y 7) - Anton Fig: batería (4) - Bob Glaub: bajo (2) - Don Heffington: batería (2 y 9) - Ira Ingber: guitarra (9) - Bashiri Johnson: percusión (2, 6 y 8) - Jim Keltner: batería (3, 6 y 7) - Stuart Kimball: guitarra eléctrica (8) - Al Kooper: guitarra rítmica (8) - Queen Esther Marrow: coros (1, 4, 5 y 6) | - Sid McGinnis: guitarra (5) - Vince Melamed: sintetizador (9) - John Paris: bajo (4) - Ted Perlman: guitarra (1) - Madelyn Quebec: coros (3, 6, 8 y 9) - Richard Scher: sintetizador (1, 5, 8 y 9) - Mick Taylor: guitarra (1) - Robbie Shakespeare: bajo (1, 5, 6, 8 y 9) - Benmont Tench: teclados (2 y 6), piano (4), órgano (7) - Urban Blight Horns: trompa (8) - David Watson: saxofón (2) - Ronnie Wood: guitarra (4) Personal técnico - Josh Abbey: ingeniero de sonido - George Tutko: ingeniero de sonido - Judy Feltus: ingeniero de sonido - Arthur Baker: mezclas - Nick Egan: diseño de portada - Ken Regan: fotografía |

## Posición en listas
| País           | Lista                   | Posición |
| -------------- | ----------------------- | -------- |
| Alemania       | Media Control Charts    | 27       |
| Austria        | Ö3 Austria Top 40       | 12       |
| Estados Unidos | Billboard 200           | 33       |
| Noruega        | VG-lista Top 40 Albums  | 7        |
| Nueva Zelanda  | New Zealand Music Chart | 3        |
| Países Bajos   | Mega Albums Top 100     | 14       |
| Reino Unido    | UK Albums Chart         | 11       |
| Suecia         | Albums Top 60           | 5        |

| Sencillo                       | País           | Lista                  | Posición |
| ------------------------------ | -------------- | ---------------------- | -------- |
| «Tight Connection to My Heart» | Estados Unidos | Mainstream Rock Tracks | 19       |